# Paige Thomas
Paige Ava Thomas (San Antonio, 25 de agosto de 1990) é uma cantora, dançarina e compositora americana que participou da segunda temporada do The X Factor, terminando em 8º lugar. Participou da categoria Jovens Adultos, cuja mentora era Demi Lovato.
Participou de duas edições do American Idol, mas foi desde sua aparição no The X Factor que seu nome ficou mais conhecido. Thomas deu a entender através de sua página no Twitter e uma entrevista de rádio que ela assinou com a Roc Nation, a gravadora operado por Jay-Z. Pouco tempo depois, lançou uma canção promocional intitulada Lolli, que recebeu críticas positivas e fez várias sessões de fotos, provavelmente em preparação para o lançamento de seu álbum de estreia, além de mostrar uma prévia do carro-chefe do álbum, Close Up, aos fãs.

## Biografia

### 1990 - 2009: Infância, adolescência e gravidez
Paige nasceu no dia 25 de Agosto de 1990, em Phoenix, a capital do Estado norte-americano do Arizona. Paige era neta de uma cantora local de Blues e filha de uma ginasta, tendo aos 3 anos de idade desenvolvido uma paixão por se apresentar. Sua primeira performance foi aos 7 anos, em um concurso de beleza da região, no qual foi campeã com sua apresentação de Spice Up Your Life, das Spice Girls.
No ensino médio, ela esteve muito envolvida com dança, torcida, ginástica e fez parte de um time que ganhou por quatro vezes o prêmio nacional do campeonato de líderes de torcida da ESPN. Depois da escola, Paige decidiu cursar enfermagem e se mudou para San Antonio, uma cidade do estado americano Texas, para se tornar performer do parque temático Six Flags Fiesta Texas.
Paige é adotada (sua mãe de criação se chama Colleen Meehan) e tem uma filha, Jade Ava, nascida em 8 de março de 2009. Devido a essa variedade artística na família, ela não se contenta em só cantar ou em só dançar. Suas performances costumam ser bastante teatrais. Além da boa voz, que se molda bem ao R&B e ao Pop, ela tem experiência com coreografias e encenações, pois já trabalhou em musicais e ainda tem o sonho de trabalhar com a moda.

### 2009 - 2012: American Idol e X Factor
Paige já participou de dois Reality Shows musicais: o American Idol ela fez duas vezes, sendo eliminada ainda nas primeiras fases do campeonato. Ela buscou treinar e melhorar e, no The X Factor USA de 2012, tendo Demi Lovato como mentora, foi para os Live Shows, terminando em oitavo lugar. Sobre sua passagem no X Factor, Paige afirmou: “Eu posso dançar com convicção. Sou cheia de paixão enquanto performo. Eu tenho uma aparência única e ideias para dividir com os outros. Eu quero que me vejam como um ícone fashion, de performances e, ainda, ser um modelo positivo para as pessoas. Eu sou forte e só podem me entender de verdade no palco!”.  As canções apresentadas no programa foram:
- I'm Going Down
- I Will Always Love You
- Secrets[qual?]
- Turn Up The Music
- What Is Love
- Take My Breath Away
- Last Dance
- Paradise
- Everytime
- Never Gonna Give You Up

### Parceria com Todrickhall, Lyric 145 e cantor intitulado KD
Em Fevereiro de 2013 Um cantor intitulado KD lançou seu álbum, Pitstop e a terceira faixa do álbum, chamada These Games, tem participação da Paige, que cedeu seus vocais para o refrão da canção. No mesmo ano Paige fez Participação na Versão remix da música GANGSTA do grupo LYRIC145, Ela também foi destaque ao Participar dos clipes/paródias de Grown Woman(Beyoncé) e We Can't Stop(Miley Cyrus) em Parceria do Cantor Todrick Hall e Muchmore Productions.

### 2013: Pós-X Factor, Unexpected Tour e primeiro álbum
Durante o final do ano de 2012 e o ano de 2013, Paige vem trabalhando em seu álbum de estreia ainda sem nome. O primeiro sinal de que Paige trabalhava no álbum veio pela sua conta oficial no Twitter, logo após um fã perguntar como seriam as músicas do novo álbum. Paige respondeu dizendo que "meu álbum vai explicar como me tornei quem eu sou agora, desde os últimos 22 anos".  No mês de agosto de 2013, Paige postou uma foto em um estúdio de gravação na sua conta oficial do Instagram, com o seguinte comentário: "Lá vamos nós!! Eu tenho um anúncio muito importante para fazer em breve!!".  No mês de março de 2013, Paige disponibilizou seu single de estreia, Lolli (promocional até então). Na música há amostras do hit My Boy Lollipop da cantora jamaicana Millie Small. O single foi produzido pelos The Invaders e escrito por Intyce, seu então produtor musical. Antes disso, em fevereiro, Paige fazia um bate-papo com os fãs quando liberou a prévia de seu primeiro single oficial, intitulado Close Up.  Em abril de 2013, Paige confirmou sua presença na The Unexpected Tour, uma turnê promocional com ex-artistas do X Factor, como Jennel Garcia e Lyric 145. Alguns dias depois, os produtores confirmaram que a turnê viria ao Brasil. 

DATAS CONFIRMADAS DA "THE UNEXPECTED TOUR":
| América do Norte    |            |                |
| 3 de Agosto de 2013 | Providence | Estados Unidos |
| 4 de Agosto de 2013 | Boston     | Estados Unidos |

### Videoclipes Covers
Paige já produziu videos/covers de diferentes cantores. Abaixo veja os covers de Thomas.
- WILD - Jessie J
- We Can't Stop/The Way by Todrick Hall - Miley Cyrus e Ariana Grande
- No More Drama - Mary J. Blige
- Grown Woman by Todrick Hall - Beyonce

1. ↑  Paige Thomas Brasil (23 de março de 2012). «Paige Thomas». Consultado em 9 de agosto de 2013
2. ↑  Paige Thomas Brasil (1 de janeiro de 2013). «Conheça a cantora Paige Thomas!». Consultado em 9 de agosto de 2013
3. ↑  Paige Thomas Brasil (3 de abril de 2013).  está trabalhando em seu primeiro álbum de estúdio! http://paigethomas.com.br/paige-thomas-esta-trabalhando-em-seu-primeiro-cd-de-estudio-saiba-mais/=Paige está trabalhando em seu primeiro álbum de estúdio! Verifique valor |url= (ajuda). Consultado em 9 de agosto de 2013 Em falta ou vazio |título= (ajuda)
4. ↑  Paige Thomas (6 de agosto de 2013). «Here we go!! I've got an announcement to make very shortly.. ;)» (em inglês). Consultado em 8 de agosto de 2013
5. ↑  Paige Thomas Brasil (12 de março de 2013). «Ouça LOLLI, single de estreia de Paige Thomas». Consultado em 9 de agosto de 2013
6. ↑  Paige Thomas Brasil (30 de abril de 2013). «VAZA PREVIEW DO PRIMEIRO SINGLE DE PAIGE THOMAS, OUÇA!» (em inglês). Consultado em 9 de agosto de 2013
7. ↑  Paige Thomas Brasil (30 de abril de 2013). «CONFIRMADO! PAIGE THOMAS VEM AO BRASIL COM A TURNÊ "THE UNEXPECTED TOUR"». Consultado em 9 de agosto de 2013